# Треминис
Тремини (фр. Tréminis) — коммуна во Франции, находится в регионе Рона — Альпы. Департамент коммуны — Изер. Входит в состав кантона Матезин-Триев. Округ коммуны — Гренобль.
Код INSEE коммуны — 38514. Население коммуны на 1999 год составляло 172 человек. Населённый пункт находится на высоте от 792  до 2 755  метров над уровнем моря. Муниципалитет расположен на расстоянии около 530 км юго-восточнее Парижа, 135 км юго-восточнее Лиона, 50 км южнее Гренобля. Мэр коммуны — Frédéric Aubert, мандат действует на протяжении 2008—2013 гг.
Динамика населения (INSEE):